# Douglas Blubaugh
Douglas Blubaugh (Oklahoma, Estados Unidos, 31 de diciembre de 1934-16 de mayo de 2011) fue un deportista estadounidense especialista en lucha libre olímpica donde llegó a ser campeón olímpico en Roma 1960.

## Carrera deportiva
En los Juegos Olímpicos de 1960 celebrados en Roma ganó la medalla de oro en lucha libre olímpica estilo peso wélter, por delante del luchador turco İsmail Ogan (plata) y del pakistaní Muhammad Bashir (bronce).